# Société nouvelle de distribution
 (juillet 2025).
Si vous disposez d'ouvrages ou d'articles de référence ou si vous connaissez des sites web de qualité traitant du thème abordé ici, merci de compléter l'article en donnant les références utiles à sa vérifiabilité et en les liant à la section « Notes et références ».
Pour les articles homonymes, voir SND.
La Société nouvelle de distribution (SND) est un producteur et distributeur de films français appartenant au Groupe M6, basé à Neuilly-sur-Seine, lui-même filiale du groupe allemand RTL group.
Sa ligne éditoriale est généraliste tout en se spécialisant partiellement en films de genre et musicaux. L'entreprise a possédé jusqu'en 2012, près de 10 % du capital du mini-studio américain 20th Century Fox ainsi que Summit Entertainment et Paramount Pictures, lui assurant la distribution en France de blockbusters dans les salles de cinéma, de films comme Twilight, Red, Démineurs, Mr & Mrs Smith ou encore Remember Me. Le 18 juin 2012, SND annonce que tous ses films distribués en salles vont désormais être accompagnés d'un sous-titrage adapté permettant aux exploitants de cinémas d'organiser s'ils le souhaitent, des séances spécialement destinées aux sourds et malentendants.

## Organisation

### Dirigeants
- Philippe Bony : président-directeur général
- Thierry Desmichelle : directeur général

Philippe Bony et Thierry Desmichelle sont également les gérants de la société de production cinématographique Les Films de la Suane. Cette société a notamment produit le film Les femmes du 6e étage réalisé en 2011 par Philippe Le Guay.

## France

### 2000
- Battle Royale, de Kinji Fukasaku

### 2002
- Wishcraft, de Richard Wenk et Danny Graves

### 2003
- Basic, de John McTiernan
- Gangs of New York, de Martin Scorsese
- Gomez et Tavarès, de Gilles Paquet-Brenner
- Le Médaillon, de Gordon Chan
- Livraison à domicile, de Bruno Delahaye
- Underworld, de Len Wiseman

### 2004
- Arsène Lupin, de Jean-Paul Salomé
- Attraction fatale, de Matthew Parkhill
- Instincts meurtriers, de Philip Kaufman
- L'Américain, de Patrick Timsit
- Memories, de Roland Suso Richter
- People - Jet Set 2, de Fabien Onteniente
- Si seulement..., de Gil Junger

### 2005
- Sept Ans de séduction, de Nigel Cole
- Il ne faut jurer de rien !, d'Éric Civanyan
- Le Fils de Chucky, de Don Mancini
- Le Plus Beau Jour de ma vie, de Julie Lipinski
- Mr. and Mrs. Smith, de Doug Liman
- Ralph, de Michael McGowan
- Rencontre à Wicker Park, de Paul McGuigan
- Sahara, de Breck Eisner
- Shall We Dance ?, de Peter Chelsom
- The Dark, de John Fawcett
- The Matador, de Richard Shepard
- Vaillant, pigeon de combat !, de Gary Chapman

### 2006
- 2h37, de Murali K. Thalluri
- Astérix et les Vikings, de Stefan Fjeldmark
- Coast Guards, de Andrew Davis
- Demande à la poussière, de Robert Towne
- Hell, de Bruno Chiche
- La Jungle, de Matthieu Delaporte
- Last Kiss, de Tony Goldwyn
- Lord of War, d'Andrew Niccol
- Love Song, de Shainee Gabel
- Nos jours heureux, d'Olivier Nakache et Éric Toledano
- Pardonnez-moi, de Maïwenn
- Petites Confidences (à ma psy), de Ben Younger
- Secrets de famille, de Niall Johnson
- Underworld 2 : Évolution, de Len Wiseman

### 2008
- Bons Baisers de Bruges, de Martin McDonagh
- Hello Goodbye, de Graham Guit
- Iron Man, de Jon Favreau
- Les Insoumis, de Claude-Michel Rome
- L'Île de Nim, de Jennifer Flackett et Mark Levin
- L'Incroyable Hulk, de Louis Leterrier
- PS I Love You, de Richard LaGravenese
- Manipulation, de Marcel Langenegger
- Vilaine, de Jean-Patrick Benes et Allan Mauduit

### 2009
- Astro Boy, de David Bowers
- Dancing Girls, de Darren Grant
- Démineurs, de Kathryn Bigelow
- Harvey Milk, de Gus Van Sant
- Je l'aimais, de Zabou Breitman
- Numéro 9, de Shane Acker
- Prédictions, de Alex Proyas
- Push, de Paul McGuigan
- The Reader, de Stephen Daldry
- Twilight, chapitre I : Fascination, de Catherine Hardwicke
- Twilight, chapitre II : Tentation, de Chris Weitz
- Une arnaque presque parfaite, de Rian Johnson
- Underworld 3 : Le Soulèvement des Lycans, de Patrick Tatopoulos

### 2010
- Djinns, de Hugues Martin et Sandra Martin
- La forêt contre-attaque, de Roger Kumble
- La Revanche du Petit Chaperon rouge, de Mike Disa
- Monsters, de Gareth Edwards
- Nine, de Rob Marshall
- Nous trois, de Renaud Bertrand
- Red, de Robert Schwentke
- Remember Me, de Allen Coulter
- Rudo y Cursi, de Carlos Cuarón
- Skyline, de Greg et Colin Strause
- The Crazies, de Breck Eisner
- Twilight, chapitre III : Hésitation, de David Slade

### 2011
- Balada triste, de Álex de la Iglesia
- Il n'est jamais trop tard, de Tom Hanks
- L'Avocat, de Cédric Anger
- Le Complexe du castor, de Jodie Foster
- Les Femmes du 6e étage, de Philippe Le Guay
- L'Irlandais, de John Michael McDonagh
- Mais comment font les femmes ?, de Douglas McGrath
- Scream 4, de Wes Craven
- Source Code, de Duncan Jones
- Twilight, chapitre IV : Révélation, de Bill Condon
- Un jour, de Lone Scherfig
- Une folle envie, de Bernard Jeanjean

### 2012
- Ghost Rider 2 : L'Esprit de vengeance, de Mark Neveldine et Brian Taylor
- Jusqu'à ce que la fin du monde nous sépare, de Lorene Scafaria
- Le Pacte, de Roger Donaldson
- Looper, de Rian Johnson
- Paris-Manhattan, de Sophie Lellouche
- Sans issue, de Mabrouk El Mechri
- Underworld : Nouvelle Ère, de Måns Mårlind et Bjorn Stein
- The Impossible, de Juan Antonio Bayona
- The Raid, de Gareth Evans
- The Secret, de Pascal Laugier
- Twilight, chapitre V : Révélation, de Bill Condon

### 2013
- Amitiés sincères, de François Prévôt-Leygonie
- Insaisissables, de Louis Leterrier
- Le Monde de Charlie, de Stephen Chbosky
- Parker, de Taylor Hackford
- Sublimes Créatures, de Richard LaGravenese
- Denis, de Lionel Bailliu
- Evasion, de Mikael Häfström
- Gibraltar, de Julien Leclercq
- La Chute de la Maison Blanche, d'Antoine Fuqua
- Prisoners, de Denis Villeneuve
- Red 2, de Dean Parisot
- Sous Surveillance, de Robert Redford

### 2014
- Et (beaucoup) plus si affinités, de Michael Dowse
- Divergente, de Neil Burger
- Duo D'Escrocs, de Joel Hopkins
- Du Sang et des Larmes, de Peter Berg
- De Guerre Lasse, d'Olivier Panchot
- Fiston, de Pascal Bourdiaux
- La Ritournelle, de Marc Fitoussi
- Astérix : Le Domaine des dieux, de Louis Clichy et Alexandre Astier
- Opération Casse-noisette, de Peter Lepeniotis
- Pompei, de Paul W. S. Anderson
- Tante Hilda !, de Jacques-Rémy Girerd
- Transcendance, de Wally Pfister
- YSL, Yves Saint-Laurent, de Jalil Lespert

### 2015
- Divergente 2 : L'Insurrection, de Robert Schwentke
- Un village presque parfait, de Stéphane Meunier
- La Rage au ventre, de Antoine Fuqua
- La Femme au tableau, de Simon Curtis
- Renaissances, de Tarsem Singh
- Antigang, de Benjamin Rocher
- No Escape, de John Erick Dowdle
- Prémonitions, de Afonso Poyart
- Premiers crus, de Jérôme Le Maire
- Le Dernier Chasseur de sorcières, de Breck Eisner
- À vif !, de John Wells
- Enfant 44, de Daniel Espinosa
- L'Affaire SK1, de Frédéric Tellier

### 2016
- Nos souvenirs, de Gus Van Sant
- Les Huit Salopards, de Quentin Tarantino
- Braqueurs, de Julien Leclercq
- Point Break, de Ericson Core
- La Chute de Londres, de Babak Najafi
- Divergente 3 : Au-delà du mur, de Robert Schwentke
- Tout schuss de François Prévôt-Leygonie et Stephan Archinard
- Rosalie Blum, de Julien Rappeneau
- Gods of Egypt, de Alex Proyas
- Insaisissables 2 de Jon M. Chu
- Blood Father, de Jean-François Richet
- Deepwater, de Peter Berg
- Maman a tort, de Marc Fitoussi
- Adopte un veuf, de François Desagnat
- La Nouvelle Vie de Paul Sneijder, de Thomas Vincent

### 2017
- A bras ouverts de Philippe de Chauveron
- Mes trésors de Pascal Bourdiaux
- Ôtez-moi d'un doute de Carine Tardieu
- Les as de la jungle de David Alaux
- Opération casse-noisette 2 de Callan Brunker
- Le Serpent aux mille coupures de Éric Valette
- Les ex de Maurice Barthélémy
- La Confession de Nicolas Boukhrief
- Demain tout commence de Hugo Gélin
- Comment j'ai rencontré mon père de Maxime Motte
- Seven Sisters de Tommy Wirkola

### 2018
- 24H Limit de Brian Smrz
- A Beautiful Day de Lynne Ramsay
- Abdel et la Comtesse de Isabelle Doval
- Astérix : Le Secret de la potion magique, de Louis Clichy et Alexandre Astier
- Break de Marc Fouchard
- Chacun pour tous de Vianney Lebasque
- Comment tuer sa mère de David Diane, Morgan Spillemaecker
- Demi-sœurs de Saphia Azzeddine
- Les Dents, pipi et au lit de Emmanuel Gillibert
- Destination Pékin ! de Christopher Jenkins
- L'école est finie de Anne Depétrini
- Escobar de Fernando León de Aranoa
- Le Grand jeu de Aaron Sorkin
- Hurricane de Rob Cohen
- Kin : Le Commencement de Josh Baker, Jonathan Baker
- Neuilly sa mère, sa mère ! de Gabriel Julien-Laferrière
- Normandie nue de Philippe Le Guay
- Photo de famille de Cécilia Rouaud

### 2019
- After : Chapitre 1 de Jenny Gage
- La Chute du Président de Ric Roman Waugh
- Donne-moi des ailes de Nicolas Vanier
- Inséparables de Varante Soudjian
- L'Incroyable Histoire du facteur Cheval de Nils Tavernier
- L'Intervention de Fred Grivois
- Joyeuse retraite ! de Fabrice Bracq
- Séduis-moi si tu peux ! de Jonathan Levine
- Tanguy, le retour de Étienne Chatiliez
- Walter de Varante Soudjian

### 2020
- Le Bonheur des uns... de Daniel Cohen
- Les Apparences de Marc Fitoussi
- Les Blagues de Toto de Pascal Bourdiaux
- De Gaulle de Gabriel Le Bomin
- Divorce Club de Michaël Youn
- Enragé de Derrick Borte
- Poly de Nicolas Vanier
- The Gentlemen de Guy Ritchie

### 2021
- Attention au départ ! de Benjamin Euvrard
- Les Bodin's en Thaïlande de Frédéric Forestier
- Les Bouchetrous de David Silverman
- Délicieux d'Éric Besnard
- Kaamelott : Premier Volet d'Alexandre Astier
- Si on chantait de Fabrice Maruca
- Le Vétéran de Robert Lorenz
- Un espion ordinaire de Dominic Cooke

### 2022
- Champagne ! de Nicolas Vanier
- Irréductible de Jérôme Commandeur
- Joyeuse retraite 2 de Fabrice Bracq
- Jumeaux mais pas trop de Olivier Ducray et Wilfried Méance
- Maigret de Patrice Leconte
- La Page blanche de Murielle Magellan
- The 355 de Simon Kinberg
- Vaillante de Laurent Zeitoun et Theodore Ty
- Kompromat de Jérôme Salle
- Le Torrent d'Anne Le Ny
- Le Tourbillon de la vie d'Olivier Treiner

### 2023
- La Chambre des merveilles de Lisa Azuelos
- Les Choses simples d'Éric Besnard
- Zodi et Téhu, frères du désert d'Éric Barbier
- Les Complices de Cécilia Rouaud
- Les Blagues de Toto 2 : Classe verte de Pascal Bourdiaux
- Les As de la jungle 2 : Opération tour du monde de Benoit Somville et Yannick Moulin
- Miraculous, le film de Jeremy Zag
- Hypnotic de Robert Rodriguez
- Visions de Yann Gozlan
- L'Abbé Pierre : Une vie de combats de Frédéric Tellier
- La Petite de Guillaume Nicloux
- Jeff Panacloc : À la poursuite de Jean-Marc de Pierre-François Martin-Laval
- Antigang, la relève de Benjamin Rocher
- La Tresse de Laetitia Colombani

### 2024
- Cocorico de Julien Hervé
- Un coup de dés d'Yvan Attal
- Une vie de James Hawes
- Le Larbin d'Alexandre Charlot et Franck Magnier
- Super papa de Léa Lando
- Borderlands d'Eli Roth
- Lee Miller d'Ellen Kuras
- L'Heureuse Élue de Frank Bellocq
- Le Panache de Jennifer Devoldère
- Quatre Zéros de Fabien Onteniente
- Here de Robert Zemeckis
- Conclave d'Edward Berger
- Babygirl de Halina Reijn

### 2025
- Dis-moi juste que tu m'aimes d'Anne Le Ny
- Le Secret de Khéops de Barbara Schulz
- Les Bodin's partent en vrille de Frédéric Forestier
- Insaisissables 3 de Ruben Fleischer
- Hopper et le Secret de la marmotte de Benjamin Mousquet
- Kaamelott : Deuxième volet partie 1 d'Alexandre Astier
- Dracula: A Love Tale de Luc Besson
- Six Jours de Juan Carlos Medina